# World Games 2022/Flossenschwimmen
Bei den World Games 2022 in Birmingham, Alabama, wurden vom 8. bis 9. Juli 16 Wettbewerbe im Flossenschwimmen ausgetragen. Austragungsort war das Natatorium im Birmingham CrossPlex.

## Bilanz

### Medaillenspiegel
| Platz  | Land         | Gold | Silber | Bronze | Gesamt |
| ------ | ------------ | ---- | ------ | ------ | ------ |
| 1      | China        | 5    | 4      | 1      | 10     |
| 2      | Ungarn       | 4    | 3      | 4      | 11     |
| 3      | Deutschland  | 4    | —      | 1      | 5      |
| 4      | Kolumbien    | 1    | 2      | 3      | 6      |
| 5      | Ukraine      | 1    | 1      | 1      | 3      |
| 6      | Polen        | 1    | 1      | —      | 2      |
| 7      | Südkorea     | —    | 2      | 2      | 4      |
| 8      | Kroatien     | —    | 2      | —      | 2      |
| 9      | Griechenland | —    | 1      | 3      | 4      |
| 10     | Slowakei     | —    | —      | 1      | 1      |
| Gesamt | Gesamt       | 16   | 16     | 16     | 48     |

### Medaillengewinner
Männer
| Disziplin          | Gold                                                                   | Silber                                                            | Bronze                                                                 |
| ------------------ | ---------------------------------------------------------------------- | ----------------------------------------------------------------- | ---------------------------------------------------------------------- |
| 50 m Tauchen       | Zhang Siqian (CHN)                                                     | Zhang Siqian (CHN)                                                | Kim Chan-yeong (KOR)                                                   |
| 100 m              | Max Poschart (GER)                                                     | Filip Strikinac (CRO)                                             | Anastasios Mylonakis (GRE)                                             |
| 200 m              | Max Poschart (GER)                                                     | Alex Mozsár (HUN)                                                 | Ádám Bukor (HUN)                                                       |
| 400 m              | Alex Mozsár (HUN)                                                      | Yoon Young-joong (KOR)                                            | Ádám Bukor (HUN)                                                       |
| 50 m Doppelflosse  | Szymon Kropidłowski (POL)                                              | Stylianos Chatziiliadis (GRE)                                     | Christos Bonias (GRE)                                                  |
| 100 m Doppelflosse | Ádám Bukor (HUN)                                                       | Szymon Kropidłowski (POL)                                         | Christos Bonias (GRE)                                                  |
| 4 × 50 m           | KolumbienJuan Rodríguez Juan Duque Mauricio Fernández Juan Ocampo      | ChinaZhang Siqian Shan Yongan Wang Zhihao Tong Zhenbo             | DeutschlandJustus Mörstedt Malte Striegler Robert Golenia Max Poschart |
| 4 × 100 m          | DeutschlandRobert Golenia Malte Striegler Justus Mörstedt Max Poschart | KolumbienJuan Rodríguez Juan Duque Mauricio Fernández Juan Ocampo | ChinaWang Zhihao Tong Zhenbo Zhang Siqian Shan Yongan                  |

Frauen
| Disziplin          | Gold                                               | Silber                                                               | Bronze                                                               |
| ------------------ | -------------------------------------------------- | -------------------------------------------------------------------- | -------------------------------------------------------------------- |
| 50 m Tauchen       | Hu Yaoyao (CHN)                                    | Shu Chengjing (CHN)                                                  | Paula Aguirre (COL)                                                  |
| 100 m              | Shu Chengjing (CHN)                                | Xu Yichuan (CHN)                                                     | Grace Fernández (COL)                                                |
| 200 m              | Sofija Hretschko (UKR)                             | Dora Bassi (CRO)                                                     | Csilla Károlyi (HUN)                                                 |
| 400 m              | Johanna Schikora (GER)                             | Sofija Hretschko (UKR)                                               | Anastassija Antonjak (UKR)                                           |
| 50 m Doppelflosse  | Petra Senánszky (HUN)                              | Choi Min-ji (KOR)                                                    | Krisztina Varga (HUN)                                                |
| 100 m Doppelflosse | Petra Senánszky (HUN)                              | Krisztina Varga (HUN)                                                | Zuzana Hrašková (SVK)                                                |
| 4 × 50 m           | ChinaShu Chengjing Hu Yaoyao Chen Sijia Xu Yichuan | KolumbienPaula Aguirre Diana Moreno Viviana Retamozo Grace Fernández | SüdkoreaMoon Ye-jin Kim Min-jeong Jang Ye-sol Seo Ui-jin             |
| 4 × 100 m          | ChinaShu Chengjing Hu Yaoyao Chen Sijia Xu Yichuan | UngarnSára Suba Petra Senánszky Csilla Károlyi Krisztina Varga       | KolumbienGrace Fernández Viviana Retamozo Diana Moreno Paula Aguirre |